# Victoria Hopper
Victoria Hopper (24 de mayo de 1909 – 22 de enero de 2007) fue una actriz teatral y cinematográfica y cantante británica de origen canadiense.

## Biografía
Nacida en Vancouver, Columbia Británica (Canadá), se crio en Dunston, Tyne and Wear, Inglaterra.
Fue una artista popular en la década de 1930. Estuvo casada desde agosto de agosto de 1934 hasta 1939 con Basil Dean, un director, productor y guionista teatral y cinematográfico británico. Dean se había interesado por ella a causa de su parecido con una anterior amante, la actriz Meggie Albanesi, que había fallecido en 1923. Dean promocionó la carrera de Hopper y la eligió para primeros papeles femeninos en varias películas importantes de los Estudios Ealing estrenadas en los años treinta. Sin embargo, las cintas no tuvieron un gran éxito de taquilla, por lo que la carrera de Hopper se resintió. Dos producciones previstas para que ella actuara en las mismas, Grace Darling y Come Live with Me, no llegaron nunca a rodarse.
Victoria Hopper falleció en 2007 en Romney Marsh, Inglaterra. Tenía 97 años de edad.

## Filmografía
- The Constant Nymph (1933)
- Lorna Doone (1934)
- Whom the Gods Love (1936)
- The Lonely Road (1936)
- Laburnum Grove (1936)
- The Mill on the Floss (1937)
- The Constant Nymph (1938, TV)
- Nine Till Six (1938, TV)
- Cornelius (1938, TV)
- London Wall (1938, TV)
- Magic (1939, TV)
- The Rose Without a Thorn (1947, TV)
- Escape from Broadmoor (1948)

## Teatro
- Las tres hermanas (1934, Teatro Drury Lane, Londres)
- Cornelius (1935, Teatro Duchess, Aldwych, Londres)
- The Melody That Got Lost (1936, Teatro Embassy, Swiss Cottage, Londres)
- Autumn (1937, Teatro St. Martin's, Londres)
- Autumn (1938, producción itinerante, Leeds)
- Drawing Room (1938, producción itinerante, Teatro Royal de Brighton)
- Johnson Over Jordan (1939, Teatro Saville, Londres)
- The Dominant Sex (1941, Teatro Royal, Hanley)
- The Shop on Sly Corner (1945, Teatro St. Martin, Londres)
- Vanity Fair (1946, Teatro Comedy, Londres)
- Once Upon a Crime (1948, Teatro Royal, Birmingham)
- Serious Charge (1955, Teatro Garrick, Londres)